# Kuossaure
Kuossaure är en sjö i Jokkmokks kommun i Lappland och ingår i Luleälvens huvudavrinningsområde. Sjön har en area på 0,642 kvadratkilometer och ligger 534 meter över havet. Kuossaure ligger i Kvikkjokk-Kabla fjällurskog Natura 2000-område. Sjön avvattnas av vattendraget Årrejåkkå.
Namnet är samiskt och kan på svenska översättas med Gransjön.

## Delavrinningsområde
Kuossaure ingår i det delavrinningsområde (743025-159398) som SMHI kallar för Utloppet av Kuossaure. Medelhöjden är 690 meter över havet och ytan är 27,33 kvadratkilometer. Det finns inga avrinningsområden uppströms utan avrinningsområdet är högsta punkten. Årrejåkkå som avvattnar avrinningsområdet har biflödesordning 3, vilket innebär att vattnet flödar genom totalt 3 vattendrag innan det når havet efter 289 kilometer. Avrinningsområdet består mestadels av skog (73 procent) och kalfjäll (17 procent). Avrinningsområdet har 1,3 kvadratkilometer vattenytor vilket ger det en sjöprocent på 4,7 procent.